# Новые Шальтямы
Но́вые Шальтя́мы (чув. Ҫӗнӗ Шелттем) — деревня в Канашском районе Чувашской Республики. Административный центр Шальтямского сельского поселения.

## География
Находится в центральной части Чувашии, на расстоянии приблизительно 14 км на юг по прямой от районного центра города Канаш правобережье реки Урюм.

## История
Известна с 1859 года как околоток деревни Старый Урюм (ныне не существует). В 1897 году было учтено 478 жителей, в 1926 году — 152 двора, 801 житель, в 1939 году — 870 жителей, в 1979 году — 868. В 2002 году было 199 дворов, в 2010 году — 171 домохозяйство. В 1929 году образован колхоз «Красная звезда», в 2010 действовало ООО «Маяк».

## Население
Постоянное население составляло 520 человек (чуваши 98 %) в 2002 году, 516 в 2010.